# Roger Judrin
Roger Judrin, né le 26 juillet 1909 à Paris et mort le 14 décembre 2000 à Compiègne, est un écrivain et critique français.

## Biographie
Il fait ses études au lycée Henri-IV, suit en khâgne les leçons d'Alain et devient professeur en 1933. Marié en 1939, il est fait prisonnier en 1940 à Strasbourg, avant d'être envoyé en Poméranie au camp de Neubrandenbourg, duquel il finit par s'échapper. Il regagne la France et s'installe dès octobre 1941 à Compiègne, où il vivra jusqu'à sa mort. De cette date à 1970, il est professeur de Lettres classiques au lycée Pierre-d'Ailly.
Proche de Jean Paulhan, avec qui il entretient une longue correspondance, il collabore à partir de 1953 à la NRF. Il y publie des articles remarqués sur La Fontaine, Saint-Simon, Voltaire, Chateaubriand et Stendhal. Il s'affirme ainsi comme un grand critique, au regard aigu et au style incisif.
Écrivain discret mais fécond, il publie de nombreux ouvrages appartenant à des genres aussi variés que le roman, la nouvelle, la poésie, l'essai et la biographie. Parmi ces ouvrages, on peut retenir notamment une étude sur Montaigne, une biographie de Saint-Simon et un recueil de portraits politiques (Feu nos maîtres).
Adoptant volontiers la forme brève, il publie des recueils d'aphorismes dans l'esprit des moralistes, des petits portraits philosophiques et littéraires ou des notations poétiques inspirées de la sagesse orientale (Boussoles, Ténèbres d'or, Printemps d'hiver).
Apprécié notamment par Morand ou Chardonne, lequel louait « un écrivain abrupt avec naturel » (Propos comme ça), il a été très lié à Marcel Arland et à Georges Perros. Après la mort de Paulhan, il a quitté Gallimard pour La Table ronde.
L'essentiel de son œuvre est édité par Gallimard, La Table ronde et les éditions Calligrammes, qu'il a contribué à fonder.
L’Académie française lui décerne le prix de l’essai en 1971 pour Journal d’une monade et autres essais, le prix Henri-Mondor en 1980 et le prix d’Académie en 1987 pour l’ensemble de son œuvre

## Œuvres
- Dépouille d'un serpent – roman à la française, 1955 [détail des éditions]
- Boa-Boa : récit allégorique, Paris, Gallimard, 1957 (BNF 32292991)
- Secrètes (en cinq figures) – nouvelles, 1958 [détail des éditions]
- Lampes de prison : contes, Paris, Gallimard, 1960 (BNF 33059061)
- La Vocation transparente de Jean Paulhan, 1961 [détail des éditions]
- Le Balancier, Paris, Gallimard, 1963 (BNF 33059058)
- Le Spectateur passionné : contes obliques, Paris, Gallimard, 1964 (BNF 33059063)
- Goûts et couleurs – portrait abécédaire, 1966 [détail des éditions]
- Moralités littéraires, Paris, Gallimard, 1966 (BNF 33059062)
- Journal d'une monade : du 13 avril au 9 septembre 1968, Paris, Gallimard, 1969 (BNF 33059060)
- Saint-Simon, Paris, Seghers, coll. « Écrivains d'hier et d'aujourd'hui, n°34 », 1970; réédition pascal galodé éditeurs 2009
- Montaigne, Paris, Seghers, coll. « Écrivains d'hier et d'aujourd'hui, n°37 », 1971 (BNF 35234152)
- Discords, Paris, Gallimard, 1972 (BNF 35225079)
- Feu nos maîtres : portraits encore chauds de Lénine et Staline, Roosevelt, Hitler, Churchill, Charles de Gaulle, Paris, la Table ronde, 1974 (BNF 35190096)
- Boussoles, 1976 [détail des éditions]
- Ténèbres d'or, Lausanne, Éditions de l'Aire, 1980 (BNF 45822045)
- Miroir d'ombres, Quimper, Calligrammes, 1981 (BNF 34653876)
- Un Homme et l'homme  (ill. Roland Sénéca), Quimper, Calligrammes, 1982 (BNF 34739721)
- Graines de moutarde, Quimper, Calligrammes, 1982 (BNF 34852765)
- Les Barques de la nuit : aphorismes, Lausanne, Éditions de l'Aire, 1983 (BNF 34743457)
- Soie du silence  (ill. Annie Judrin), Quimper, Calligrammes, 1984 (BNF 34754346)
- Vingt-trois lettres de Roger Judrin à Marcel Arland  (postface Marcel Arland), Quimper, Calligrammes, 1984 (BNF 34770211)
- Au creux de la main  (ill. Annie Judrin), Quimper, Calligrammes, 1984 (BNF 34730042)
- Mots habités, Quimper, Calligrammes, 1985 (BNF 34913008)
- Arc-en-ciel, Quimper, Calligrammes, 1987 (BNF 34905680)
- La Rumeur de l'amour, Quimper, Calligrammes, 1988 (BNF 34950136)
- La Vague en poudre, Quimper, Calligrammes, 1990 (BNF 35074783)
- La Pêche au feu ; suivie de L'Encre et le Roseau, Troyes, Librairie bleue, 1991 (BNF 35505279)
- Retours d'âme : poèmes, Quimper, Calligrammes, 1991 (BNF 35467326)
- Calepin de Minerve, Quimper, Calligrammes, 1992 (BNF 35556241)
- Le Poids de la cendre : poèmes, Quimper, Calligrammes, 1992 (BNF 35500090)
- Printemps d'hiver  (préf. Claude Launay), Paris, la Table ronde, 1995 (BNF 35772067)